# سالبادور كاماتشو
سالبادور كاماتشو هو دبلوماسي وصحفي واقتصادي ومحامي وسياسي كولومبي، ولد في 1827 في إدارة كاساناري في كولومبيا، وتوفي في 19 يونيو 1900 في Zipacón ‏ في كولومبيا. نشط حزبياً في الحزب الليبرالي الكولومبي. وقد انتخب وزير خارجية كولومبيا ‏.